# Igor Iwanowitsch Pissarew
Igor Iwanowitsch Pissarew (russisch И́горь Ива́нович Пи́сарев; * 19. Februar 1931 in Pskow; † 2001) war ein sowjetischer Kanute aus Russland.

## Erfolge
Igor Pissarew, der für Dynamo St. Petersburg aktiv war, nahm an drei Olympischen Spielen teil. Bei den Olympischen Spielen 1956 in Melbourne startete er bei seinem Debüt gleich in zwei Wettbewerben im Einer-Kajak. Auf der 1000-Meter-Strecke erreichte er dank eines zweiten Platzes hinter dem Schweden Gert Fredriksson im ersten Vorlauf den Einzug ins Finale. In diesem überquerte er nach 4:15,3 Minuten erneut hinter Fredriksson, aber vor dem drittplatzierten Ungarn Lajos Kiss, als Zweiter die Ziellinie und erhielt somit die Silbermedaille. Über 10.000 Meter gab es keine Vorläufe, alle elf Teilnehmer traten direkt im Finallauf an. Pissarew belegte nach 49:58,2 Minuten den fünften Platz, mit fast zwei Minuten Rückstand auf die Medaillenränge.
1960 gehörte Pissarew in Rom zum sowjetischen Aufgebot der 4-mal-500-Meter-Staffel. Nach einem zweiten Platz im Vorlauf und einem Sieg in ihrem Halbfinallauf erreichten sie das Finale. Im sechs Mannschaften umfassenden Teilnehmerfeld des Endlaufs kamen sie jedoch nicht über den fünften Rang hinaus und verpassten den dritten Platz um 4,7 Sekunden. Bei den Olympischen Spielen 1964 in Tokio bestritt Pissarew nochmals den Wettbewerb im Einer-Kajak über 1000 Meter, in dem ihm erneut die Qualifikation für das Finale gelang. In diesem wurde er Neunter und damit Letzter.
Weitere internationale Medaillen gewann Pissarew zunächst bei den Europameisterschaften 1957 in Gent, als er im Einer-Kajak über 10.000 Meter den dritten Platz belegte und mit der 4-mal-500-Meter-Staffel Weltmeister wurde.
Ein Jahr darauf sicherte er sich in Prag im Vierer-Kajak über 1000 Meter die Bronzemedaille bei den Weltmeisterschaften. 1961 schloss er die Europameisterschaften in Posen im Zweier-Kajak mit Ibrohim Hassanow auf der 10.000-Meter-Distanz auf dem dritten Platz ab. Im Vierer-Kajak wurde er 1965 in Bukarest über dieselbe Strecke Vizeeuropameister.